# Myers–Briggs-típuselmélet
A Myers–Briggs-típuselmélet pszichológiai típuselmélet a Myers–Briggs-típusindikátor (MBTI) nevű személyiségteszt alapján dolgozták ki; ez utóbbi tesztet a második világháború éveiben állította össze Carl Gustav Jung munkásságát is felhasználva Katherine Briggs és lánya, Isabel Myers. Nem szakmai körökben nagy népszerűségnek örvend, ám széles körű tudományos konszenzus van róla, hogy nem megalapozott feltételezéseken nyugszik, így áltudomány.
E típuselmélet elődjét a híres pszichológus, Sigmund Freud munkatársa, Carl Jung dolgozta ki, és az alaptípusok, a kategorizálási szempontok nagy része is tőle ered. Jung egyértelműen szakított Freud elegáns, de leegyszerűsítő és sok tekintetben sztereotip személyiségelméletével, amely az ember viselkedését meghatározó elsődleges és gyakorlatilag egyetlen elemnek a „szexuális energiát” (libidó) tartotta. Ehhez képest a Jung munkássága alapján kidolgozott, majd Briggs és Myers által finomított és modernizált elmélet négydimenziós állapotterével (introvertált/extrovertált, érzékelő/intuitív, érző/gondolkodó, megítélő/észlelő) kifinomultabb, de még mindig a kezelhetőség és érthetőség tartományán belül van, így előrelépésnek tekinthető.

## A típuselméletek
Az emberek belső tulajdonságok szerinti tipizálásának igénye nagyon régi: már Theophrasztosz is írt az i. e. IV. században egy könyvet, Jellemrajzok címmel. Ahogyan a pszichológiai osztályozásoknak általában, a Myers–Briggs-elméletnek is az a törekvése, hogy az embereket bizonyos pszichológiai jellemzőik alapján típusokba soroljuk. Valójában mindenkinek megvannak a saját, hétköznapi elméletei, melyek segítségével az emberek viselkedését értelmezi, és eligazodik a társadalomban. Ezek sokszor sztereotip, nemegyszer diszkriminatív és elhamarkodottan általánosító, sőt károsnak mondható nézetek: „zsugori skótok”, „minden férfi csak AZT akarja” (szex), „minden nő csak AZT akarja” (pénz), „Ez egy nagyon gyenge csoport (osztály, évfolyam, nemzedék stb.).” (sajnos tanárok szájából túl gyakran hallani ilyesmit), „Kétféle ember van: aki olvas Kunderát, meg a műveletlen csőcselék.”, és így tovább (a politikai ízű hasonló kijelentéseket szándékosan nem is említve).
De a típuselméletek nélkül nagyon nehéz lenne eligazodni a társadalomban, valójában még a toleranciájára legbüszkébb ember is nap mint nap tipizál, mivel szükség van arra, hogy előítéletekre is támaszkodjon, különben az emberiséget egy teljesen véletlen viselkedésű és kiszámíthatatlan masszának kellene tekintenie. A pszichológia tudományának egyik legfontosabb feladata, hogy a köznapi elméleteket tudományos megközelítéssel és eszközökkel, laboratóriumi vizsgálatokkal, statisztikai analízissel, független kísérletekkel tudományos vizsgálat tárgyává tegye, és ezzel a túlságosan vulgáris általánosításokat tisztázza.
A típuselméletek ismerete és használata tehát nem jelent faji, nemi, vagy egyéb diszkriminációt a másik emberrel szemben. Sőt saját magunk és a többi ember típusainak ismerete éppen azért fontos, hogy a típusjellemzőkből adódó eltéréseket felismerve azokat ne a másik ember hibájának, hanem jellegzetességének (sőt erényének) lehessen látni. Így az esetleg furcsának tűnő viselkedést ne a másikra irányuló akaratlagos viselkedésnek lássuk, hanem úgy, hogy az akaratlan és az egyén természetes velejárója. Sőt a másik ember jellemzőit tiszteletben tartva, reakcióira számítva, a kellemetlen meglepetésekre felkészülve saját viselkedésünket a másikkal harmóniában lehessen hozni. Az ilyen elméletek szerepe ennyi és nem több – mivel az emberi viselkedés valószínűleg olyan bonyolult elemekből tevődik össze, hogy azt egy leegyszerűsített típuselmélettel pontosan előrejelezni (talán szerencsére) nem lehet – viszont az előbbi szempontok alapján hasznosak lehetnek.

## A Myers–Briggs-elmélet
A Myers–Briggs-típusindikátor tesztjének mint mérőeszköznek többféle tudományos interpretációja létezik. Ez úgy lehetséges, hogy maga a személyiségteszt, ahogy a tesztek általában, nyilván nem lát az agyunkba, és nem tud közvetlenül rákérdezni, hogy milyen típusúak vagyunk, hanem arra kérdez rá, miképp viselkedünk konkrét élethelyzetekben. Az viszont, bár tulajdonképpen köztudott, de mégis a gyakorlatban nagyon kevéssé alkalmazott nézet, hogy adott ember adott szituációban történő viselkedésének számtalan oka lehet (például ha valaki rendel valamit egy étteremben, de otthagyja, akkor általában arra gondolunk, hogy nem ízlik neki, holott lehet, hogy hirtelen támadt gyomorbaja újult ki, vagy a szomszéd asztalnál hallott megjegyzéstől elment az étvágya, vagy esetleg nem is evés céljából jött az étterembe, hanem mondjuk közvetlen élményanyagot gyűjteni egy étel otthagyásáról írott vershez; aztán felvetődhet, hogy civil ruhás minőségellenőr stb.). Ugyanígy egy tesztre adott válasz is nagyon sok tényező függvénye, és ezek közül esetleg több, független és egészen különféle természetű tényező is szignifikáns lehet. De nemcsak egy konkrét emberi tevékenység és egy egyedi ember megítélése sem lehet soha egyértelmű, hanem a személyiséget leíró általános elméletek is különféle szempontokat tartanak fontosabbnak és különféle filozófiai alapon állnak, s ez további, a teszt megbízhatóságát illetőeken túli, tartalmi interpretációkra ad lehetőséget (ti. hogy egyáltalán mit mér a MBTI, ha mér valamit?). 
Az elmélet négy alapvető törésvonalat, dimenziót tart fontosnak az emberek információfeldolgozással és döntéshozással kapcsolatos viselkedésében (ld. a táblázatot), azaz négy jellemző tulajdonság mentén csoportosítja a MBTI-személyiségtesztet kitöltő embereket. Alaptípusnak a BM-elméleten belül eme tulajdonságok szélsőségeit nevezzük. A Meyers-Briggs-típus fogalma legegyszerűbben pedig mint egy (rendezett) betűnégyes adható meg: ti. hogy az adott személy a teszt alapján a négy karakterisztikus tulajdonság melyik szélsőségébe tartozik inkább. Ha a dolgokat matematikailag akarjuk pontosítani, akkor e betűnégyes mellé még egy számnégyest is odaértünk, amelyek azt mutatják, hogy az adott személy számszerűen mennyire tartozik a kérdéses szélsőséges típusba. Ez utóbbit legegyszerűbb módon például a szélsőségbe tartozást mérő kérdésekre adott pozitív válaszok és a kérdéstípushoz tartozó összes kérdés számainak arányával mérhetjük. A személyiségtesztek matematikai háttere általában még ennél is bonyolultabb, ezzel a kérdéssel a statisztika tudománya foglalkozik; ezen belül a legtöbb teszt a faktoranalízis módszerére épül. 
A négy törésvonal elnevezése táblázatba foglalva:
| I | Introvertált (Introverted) – Extrovertált (Extroverted) | E |
| S | Érzékelő (Sensing) – Intuitív (iNtuitive)               | N |
| T | Gondolkodó (Thinking) – Érző (Feeling)                  | F |
| J | Megítélő (Judging) – Észlelő (Perceiving)               | P |

Rövid és összefoglaló magyarázat az egyes kifejezések jelentéseiről, egy lehetséges, széles körben elfogadott magyarázat szerint (valójában a MBTI-nak többféle tudományos és tudománytalan interpretációja is létezik, ezeket és a típusok részletes leírását ld. lentebb):
Az introvertált-extrovertált („befelé” ill. „kifelé forduló”) ellentétpárt a köznapi életben a „tartózkodó”-„társaságkedvelő” ellentétpárra szoktuk lefordítani. Ez így ebben a formában nem teljesen helyes; mert ez utóbbiaknak olyan ízük van, mintha jellemvonásokra utalnának, míg az MBTI viselkedési preferenciákat mér, és a kettő nem teljesen azonos (a jellem valami szilárdabb, változatlanabb dolog, a viselkedést pedig sok tényező befolyásolja, így dinamikus). Az eredeti, jungi elméletben ez az ellentétpár a lelki energiák forrását kívánta jellemezni: az introvertáltak belülről, az extrovertáltak kívülről szerzik.
Az érzékelő-intuitív ellentétpár: az érzékelők a világ konkrét jelenségeire érzékenyebbek, azaz arra, ami az érzékek által észlelhető és kívülről adott, míg az intuitívak arra, ami az így nyert adatokat belülről rendezi, vagyis inkább az összefüggésekre, asszociációkra fogékonyabbak.
Az érző-gondolkodó ellentétpár: Úgy hisszük, ez elég világos, az érzők inkább ösztönös beállítottságúak és érzéseikre hallgatnak, a gondolkodók viszont a logikus, értelmi gondolkodásra.
A megítélő-észlelő ellentétpár: Legrövidebben úgy mondhatnánk, a megítélők, akik szeretik, ha a dolgok egyértelműen kategorizálhatóak, s ennek alapján gyorsan lehet dönteni, míg az észlelők ezt nem preferálják, ők azok, akik fontolva haladnak.
A következőkben mi elsősorban a kognitív és információelméleti megközelítést választjuk, ennek értelmében mondhatjuk, a MBTI elsősorban abból a szempontból próbálja osztályozni az embereket, miképp dolgozzák fel a külvilágból érkező információkat, és ennek alapján milyen általános döntési módszert alkalmaznak, azaz – kicsit faramuci kifejezésekkel, de rövidebben – milyen az „információfeldolgozó és döntési stílusuk".

## A Myers–Briggs-elmélet bővebb leírása a kognitív-információelméleti értelmezés segítségével

### Az információfelvétel és -feldolgozás kapacitása: az „inputsebesség”
Az Extrovertált (E típusú, „kifelé forduló”, eredetiben Extraverted, E-type) emberek sok információt képesek egyszerre a világból felvenni, de azt másokhoz képest felületesen dolgozzák fel. Az E típusú emberek energiájukat általában kívülről szerzik, könnyen barátkoznak és sok kapcsolatuk van, de ezek sokszor felszínesek. Általában jóval beszédesebbek, könnyebben kommunikálnak, mint mások, „beszélve” gondolkodnak. Jól teljesítenek azokon a területeken, ahol sokat lehet beszélni és érzelmeket kell kifejezni, még ha azok nincsenek is meg (színészet, politika). Nagyon „benne élnek” a világban, de ez sokszor csak a látszat, néha éppen olyan nehéz eligazodniuk benne, mint másoknak, csak épp könnyebben kérnek segítséget. Könnyebben kitárulkoznak, fizikai és pszichológiai személyes terük másoknál kisebb, s azt szívesen szűkítik. Zavaró lehet, hogy felszínesek, sokat és látszólag cél nélkül beszélnek, „összevissza fecsegnek”, kitárulkozásukkal és a mások kitárulkozásának igényével pedig néha durván megsértik a másik ember intim szféráit, anélkül hogy ennek a tudatára ébrednének. Kérdéseikre azonnali reagálást várnak, türelmetlennek tűnhetnek. Nemcsak szívesen dolgoznak társaságban, hanem éppenséggel nem szeretnek és nehezen tudnak egyedül dolgozni, boldogulni, állandó segítséget, irányítást igényelnek, és ezt általában el is várják. 
Az Introvertált (I típusú, „befelé forduló”, eredetiben Intraverted, I-type) emberek információfelvevő csatornája szűkebb, annak ellenére, hogy (vagy talán éppen azért, mert) a megszerzett információt sokkal alaposabban dolgozzák fel, interiorizálják, általában sokkal körültekintőbbek és alaposabbak az E típusúaknál. Energiáikat saját belső világukból szerzik, nehezen teremtenek kapcsolatot, de sokkal mélyebb barátságokat ápolnak, mint az E-típus. Általában hallgatagok, bár ha megszólalnak, ugyanolyan jó vagy még jobb, „mély” dolgokat mondanak, mint az extrovertáltak. Írásban, talán e kommunikációs forma lassabb sebessége miatt, könnyebben ki tudják fejezni magukat, mint szóban. Zavaró lehet, hogy könnyen elvonulnak, magukba fordulnak, sőt sokszor a kérdésekre, problémákra nem azonnal reagálnak („jól megrágják”), s emiatt csigalassúnak vagy közönyösnek, sőt barátságtalannak tűnhetnek (pedig valójában nem azok).

### Az érzékelt információk rendezésének alapja
A Tapasztaló (S típusú, eredetiben „Sensing”, azaz „érzékelő”, S-type) típus számára a külvilágból beérkező információk adatok halmazát jelentik. Ez a típus „hiszi, ha látja”, az érzékszervi, a konkrét, az itteni és mostani információval boldogul. Nagyon gyakorlatias típus, jól teljesít a rutinfeladatokban, amelyekben a tények számítanak. Gyengeségük, hogy fantáziátlanok, aprólékoskodóak, szőrszálhasogatóak lehetnek, a részleteknél leragadnak. Látni akarják annak az értékét, amit csinálnak, nem képesek nagyban, hosszú távon gondolkodni. Jelmondatuk az lehetne: „A szépség egyszerű.”; gondot okozhat számukra, ha valami túl komplex, túl bonyolult.
Az Intuitív (asszociatív vagy iNtuitive, N-type) jelszava „sorok között olvasás”. A fő célja a problémák megoldása során a probléma struktúrájának a megértése. Gyakran távoli asszociációkkal él, szereti a dolgokat összehasonlítások révén megérteni. Az S-eknél jóval nagyobb rendszerek átfogó megértésére képesek, és sokkal inkább hosszútávra terveznek, viszont a részletekre való odafigyelés gondot okozhat számukra. A szélsőséges N-eknek gyakran feltűnően rossz a hétköznapi érzékelésük. Egy konyhaszabály, hogy rákérdezünk valakinél, hogy ha valamit keres, akkor harmadik alkalommal nézi át az összes holmiját, mire megtalálja? A legtöbb tipikus N erre azt válaszolja, hogy általában addig keresi az elveszett tárgyakat, míg fel nem adja, és egy későbbi időpontban véletlenül előkerül. (Míg az S-ek jellemzően szinte azonnal észre veszik a kupac alján is a keresett tárgyakat.) Az intuíció a jövő lehetséges utait látja.

### A döntéshozatal belső alapja
A Gondolkodó (T-típusú, eredetiben Thinker, T-type) a világot ok-okozati összefüggésekben és a logika szűrőjén keresztül szemléli. A problémákhoz való viszonyulását az elemez, megért, kritizál szavakkal lehet legszűkebben leírni. Szereti az észszerűséget, és viselkedését a személytelen mérlegelés jellemzi. Gondjai lehetnek mások érzelmeinek felismerésében, és bántóan őszinte tud lenni, ha valakinek a viselkedését illogikusnak tartja. Jól teljesít olyan munkáknál, ahol hideg fejű döntéseket kell meghozni és gyakran fájdalmas lépéseket kell másokkal elfogadtatni.
Az Érző (F-típusú, eredetiben Feeler, F-type) az embert helyezi a középpontba. Viselkedését az határozza meg, hogy mit érez más emberrel vagy tárgyakkal kapcsolatban. Sokkal jobban érdekli a cselekedetei más emberre tett hatása, mint maguk a konkrét dolgok. Törekszik rá, hogy beilleszkedjen, ráhangolódjon mások érzelmeire, kerüli a konfliktust-néha irracionális eszközökkel is. Jól teljesít olyan munkákban, ahol másokkal való együttérzés, tanácsadás, gondoskodást igényelnek tőle, esetleg kreativitást (NF-ek inkább az írásban jeleskednek, míg SF-ek inkább a képzőművészetben vagy előadóművészetek terén rendelkeznek nagyobb tehetséggel). Ezenkívül bármilyen munkában sikeresen helyt tudnak állni, ahol nem kell érzelemmentes döntéseket meghozniuk és rideg tényeket elemezniük. Általában kerülendő szakmák a matematikával, fizikával és kémiával kapcsolatos szakterületek, főként az SF-eknél, az NF-esek képesek lehetnek átlátni matematikai és kémiai rendszereket is, és sikeresek tudhatnak benne lenni.

### A döntéshozatalra való hajlandóság: az „outputsebesség”
A Megítélő és az Észlelő típus
A Megítélő (J-típusú, eredetiben Judger, J-type) típusú emberek tervekre támaszkodva érik el céljaikat. Ha problémával szembesülnek, felmérik, megtalálják a legjobb megoldást, beleillesztik a napjukba, és hosszú kitartással, sokszor időt nem sajnálva megoldják azt. Kitartóan és határozottan tudnak haladni a céljaik felé, hiszik, hogy nincs olyan dolog, amit sok munkával és fáradsággal ne lehetne elérni. Céljaik néha egyszerűek, néha meglepően nemesek, terveik lehetnek hétköznapiak vagy világhírűek is. Hátránya ennek a típusnak, hogy sokan közülük nem tudnak rögtönözni, legfeljebb éppen hogy, azonban a hirtelen, vészhelyzetben támadt ötleteiket semmiképpen sem lehet zseniálisaknak nevezni, főleg a tőlük megszokott tervekhez képest. A spontanitás hiányzik belőlük, ahogy az is, hogy tervüket félbe tudják szakítani, hogy „haszontalan” dolgokkal töltsék idejüket, ez azonban nem jelenti azt, hogy ne tudnának pihenni, éppen csak nem tudják kikapcsolni az agyukat, hogy ne ítélje meg folyton a helyzeteket.
Azok a Megítélők, akik közben Introvertált típusba is tartoznak, ezt a képességüket arra használják, hogy a helyzetet alaposan megvizsgálva tervüket felállítják és megvalósítják, így sikereket, elképesztő eredmények érnek el munkájukban, nincs olyan kihívás számukra, amit ne tudnának megtanulni, elkészíteni elegendő idő alatt. Az Extrovertált Megítélő emberek többnyire igazi vezetők. Nyitottak a világra, és sokat számít nekik az, hogy másoknak is megmutassák a sikereiket, sőt, az ő segítségükkel érjenek el sikereket. Terveiket egyesek eszmékként is kezelhetik, és úgy vannak kidolgozva, hogy azok mások számára is csábítóak legyenek. Kérdéses persze, hogy terveiket mennyire tudják az emberekhez igazítani, és megértőek lenni velük szemben, ha ők helytelenítik a tervüket. Sokuk közülük politikus lesz, vagy pedig egy céget fog vezetni, és ezeket a posztokat valóban a legjobb rájuk bízni. 
Az Észlelő (P-típusú, eredetiben Perceiver, P-type) típusú emberek ezzel szemben nem hisznek annyira a tervek, elképzelések sikereiben és megvalósításukban. Ha mégis tervezni próbálnak, vagy megpróbálnak valamilyen rendszert bevezetni az életükbe, azt nagy eséllyel elhanyagolják, elfelejtik, vagy képtelenek teljesíteni, mivel ha sikerül is hozzáfogniuk, könnyen elunják. Nem képesek koncentrálni, összpontosítani a tényekre és feladatokra, inkább újabb dolgokat fedeznek fel. Ők azok, akik versenyek, vizsgák közben is tájat figyelik a feladat megoldása, teljesítése helyett. Szeretnek mindent az utolsó (utáni) pillanatra hagyni, hogy aztán levonják a tanulságot, miszerint így is sikerült megcsinálniuk. Ez azonban nem feltétlenül azt jelenti, hogy nyomás alatt, amikor muszáj, jobban teljesítenének, ugyanis olyankor is képesek mindent mást is észrevenni, csak a feladatra nem tudnak figyelni. Pár típus (főként az N -esek) épp emiatt tudja még tovább fokozni a feszültséget, mivel a „minden más” helyét az veszi át, hogy rájönnek, hogy nincs idejük, és magukat hibáztatják, a feladat pedig megoldatlan marad. Alapvetően viszont rögtönző képességüket segítségül hívva a rendelkezésükre álló kevés idő alatt meg tudják oldani a helyzetet.
Emiatt ezek az emberek hatalmas felfedezéseket tudhatnak elérni, ha hirtelen nagy ötletük támad, ilyenkor képesek minden energiájukat felhasználni és még a föld alól újat szerezni, hogy kidolgozzák azt. Ráadásul ha sikerül kicsit rendezni a gondolataikat azzal, hogy megoldják a mentális problémáikat, ezekből az ötletekből zseniális találmányok, elméletek keletkezhetnek az N -esek esetében, míg az S -esek lenyűgöző műalkotásokat tudnak létrehozni. 

## Kritikák
Mint minden önértékelés esetén, az MBTI-nél is fellép a Barnum-hatás, azaz: az alany könnyen magára ismer az olyan leírásokban, amikben olyan általános tulajdonságok találhatók, amelyek az emberek többségére igazak. 
A típusok tulajdonságai és beállítottsága szinte kizárólag pozitív vonásokat mutatnak, miközben a negatívak a politikai korrektség keretein belül rendszerint nem kerülnek említésre. 
Az eredeti MBTI-teszt térítésköteles, és a hivatalos honlapon csak kevés ingyenes információ található. Ezen kívül a nem angol nyelvű területeken erős információhiány van jelen, mert a hivatalos licenctulajdonos, a CPP Inc. és a hozzá tartozó CAPT-Organisation (Center for Applications of Psychological Type) csak angol nyelven publikálnak. Ennek következtében információk csak külső forrásból állnak rendelkezésére azoknak, akik magyarul, ill. más nyelven érdeklődnek a téma iránt, amely szervezet vagy megvásárolta a jogdíjakat és ezért térítésköteles a szolgáltatásuk, vagy nem hivatalos forrásból szerzett információkkal dolgoznak. Azonban mindkét esetben kitűnik az MBTI különösen pozitív egyoldalú bemutatása. Azok az információk és ingyenes tesztek, amik az interneten keringenek, általában az eredeti utánzatai vagy újraértelmezései, amelyek egyéni elgondolásokon alapulnak, vagy a Keirsey-modellel vegyített változatok. 
Az MBTI működőképessége három átfogó vizsgálaton esett át. Az egybehangzó eredmények szerint, a megállapítások a funkciókról, és mindenekelőtt a fő- és mellékfunkciós sorrendjüknek alig van köze a valósághoz, és a valós magatartáshoz. Egyáltalán nem tudtak megfelelni a tudományos vizsgálatoknak. A funkciórendszerben durva logikai hibákat jeleztek, és megkérdőjeleződött, hogy a teszt egyáltalán megfelel-e Jung elméletének.
Különösen a szakmaválasztásnál és a várható szakmai sikereknél vall kudarcot a teszt.
Az MBTI modellt tartalmi szempontból is éri kritika, különösen, ami a Jungtól átvett funkciókat illeti. A szocionika oldaláról azért éri kritika, mert véleményük szerint az MBTI az introvertált embereknél egy fordított funkciós sorrendet használ. Az MBTI-ben az introvertált irracionalistáknak (perceiving) domináns racionális (judging) funkciójuk van, miközben a teszteredmény mégis irracionálisnak sorolja be őket. Ugyanez fordítva igaz az introvertált racionális típusra (judging). A szocionikánál ez nem áll fent. Azonban egyik elméletet sem sikerült ez idáig – még a legkisebb mértékben sem – tudományosan bizonyítani. Ezeknek a vizsgálatoknak ugyan a szocionika nem volt tárgya, de mivel a tesztben az extrovertált típusúaknál már megegyezik az MBTI-vel, ezért erre ugyanúgy vonatkoznak az ellenvetések.